# Saint-Jean-de-Boiseau
Saint-Jean-de-Boiseau is een gemeente in het Franse departement Loire-Atlantique (regio Pays de la Loire). De plaats maakt deel uit van het arrondissement Nantes. Saint-Jean-de-Boiseau telde op 1 januari 2022 6.024 inwoners.

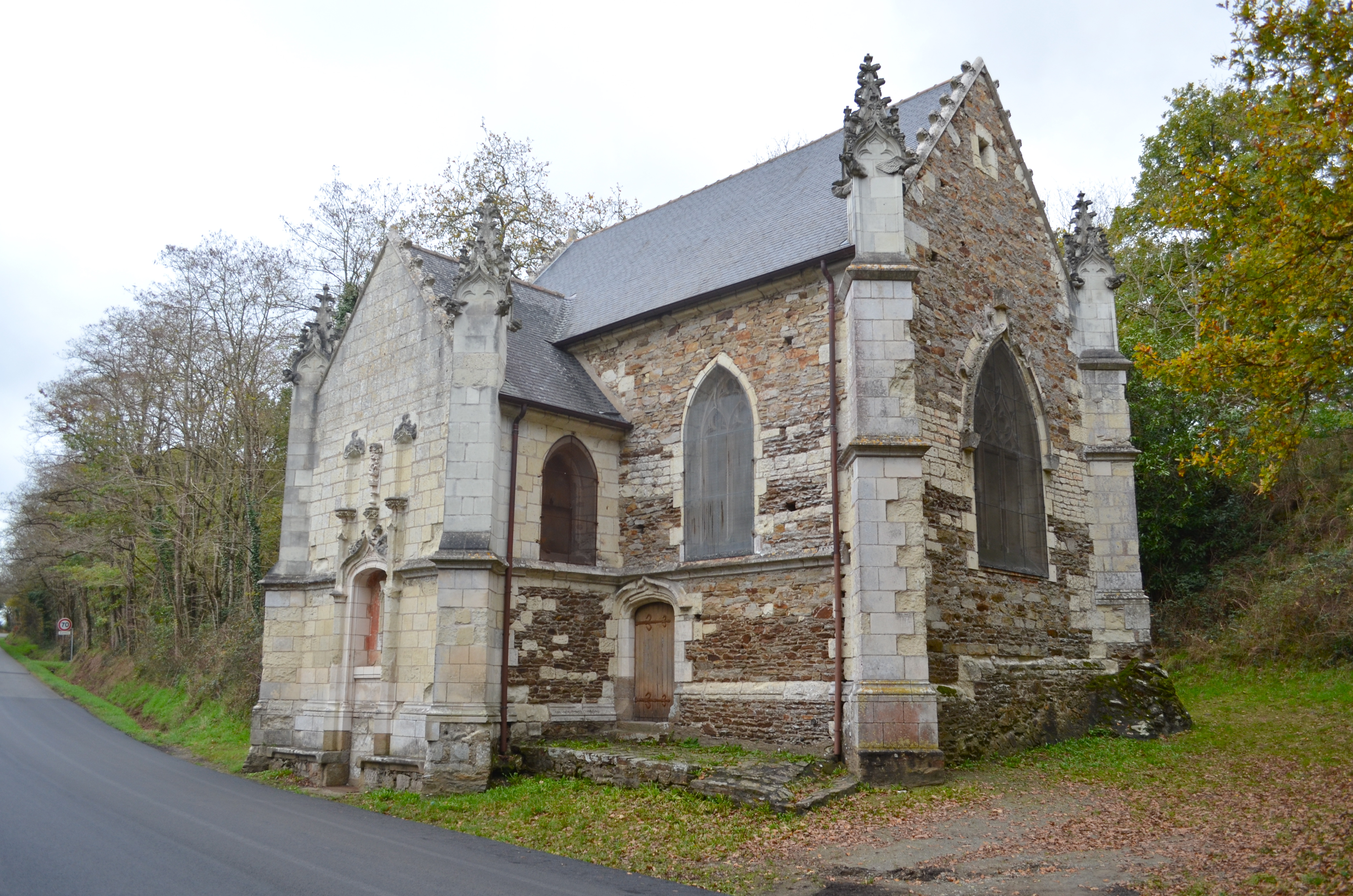
Kapel van Betlehem in Saint-Jean-de-Boiseau
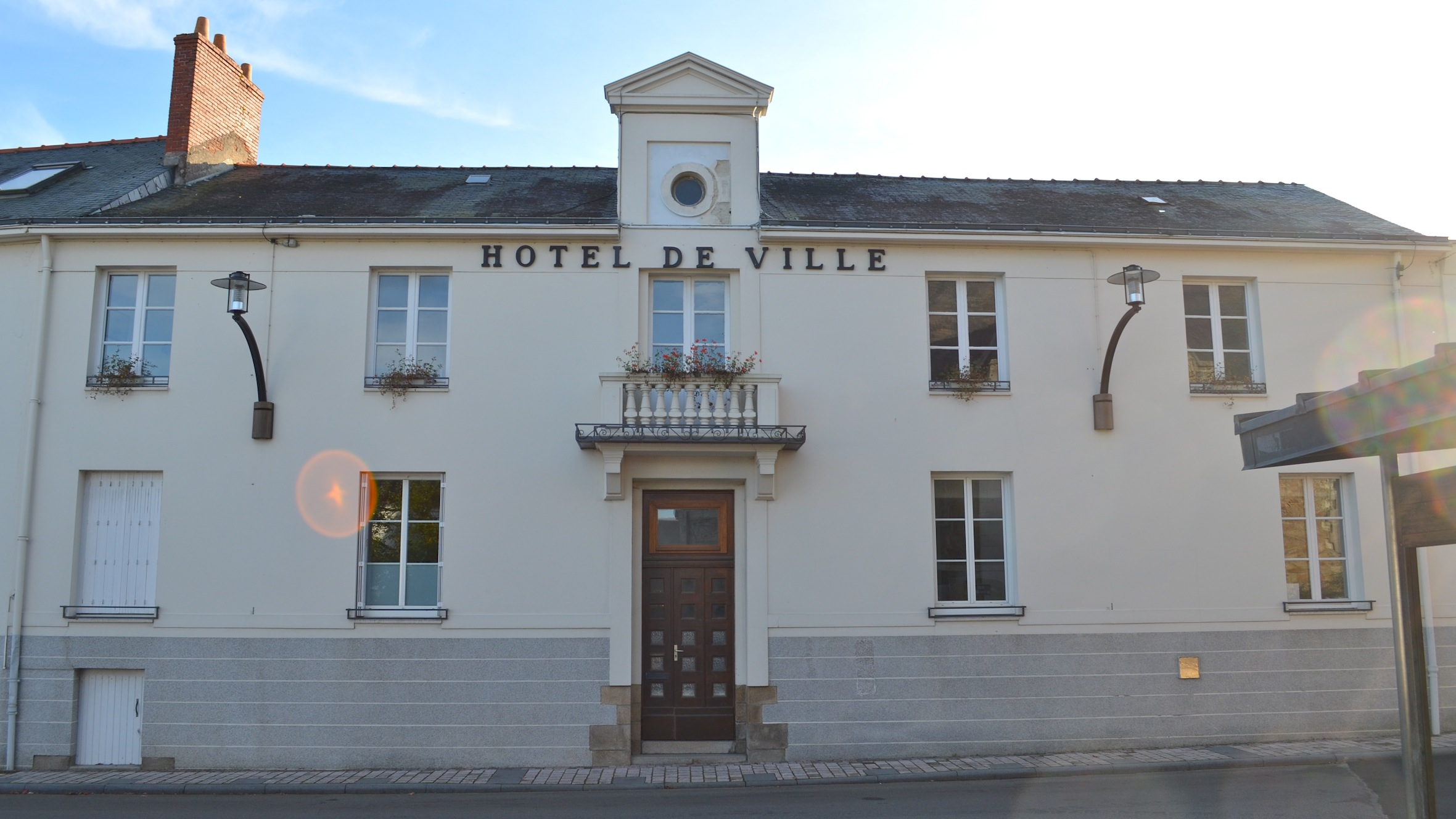
Gemeentehuis
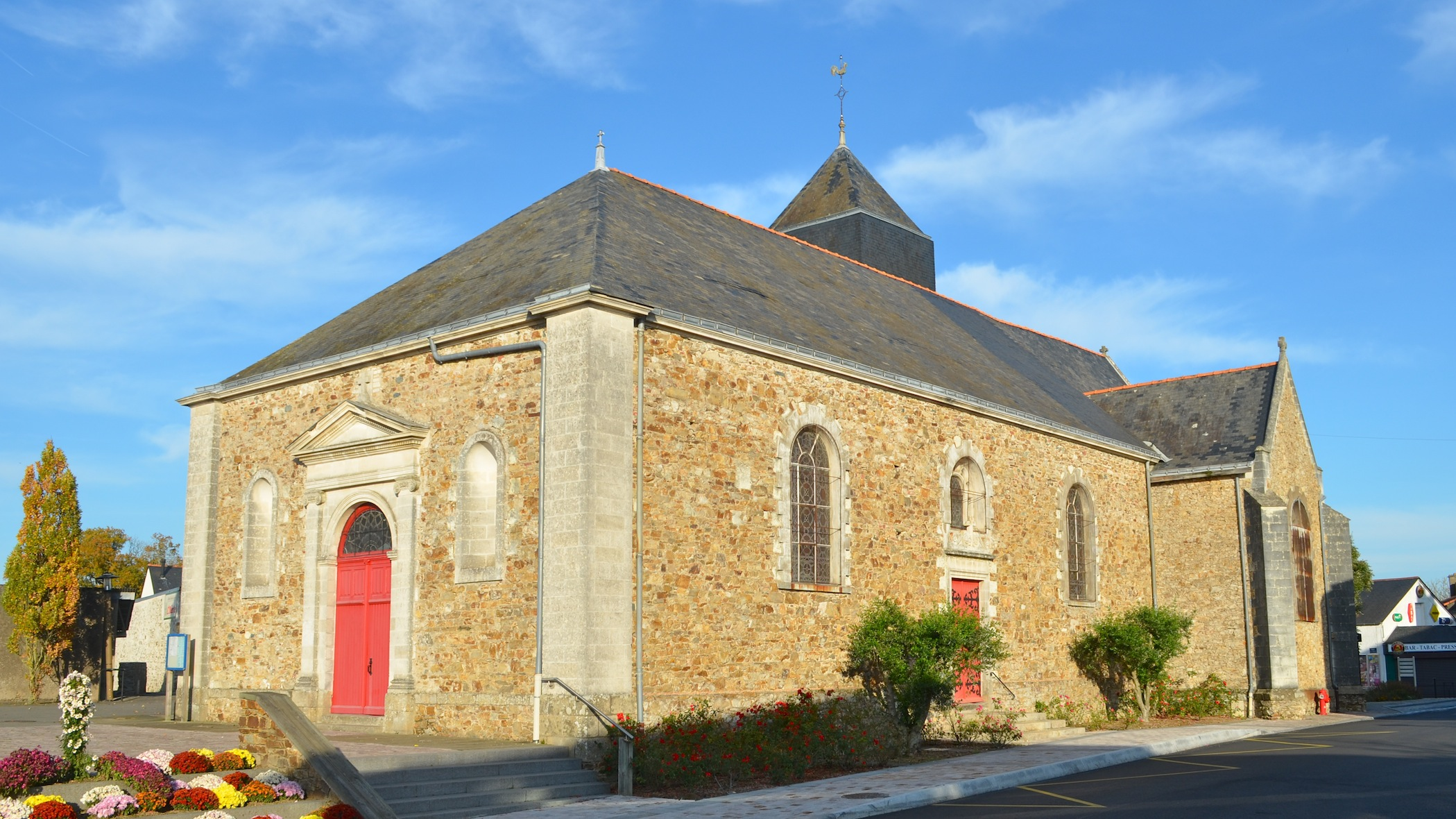
Kerk van Saint-Jean-de-Boiseau

## Geografie
De oppervlakte van Saint-Jean-de-Boiseau bedroeg op 1 januari 2022 11,4 vierkante kilometer; de bevolkingsdichtheid was toen 528,4 inwoners per km².

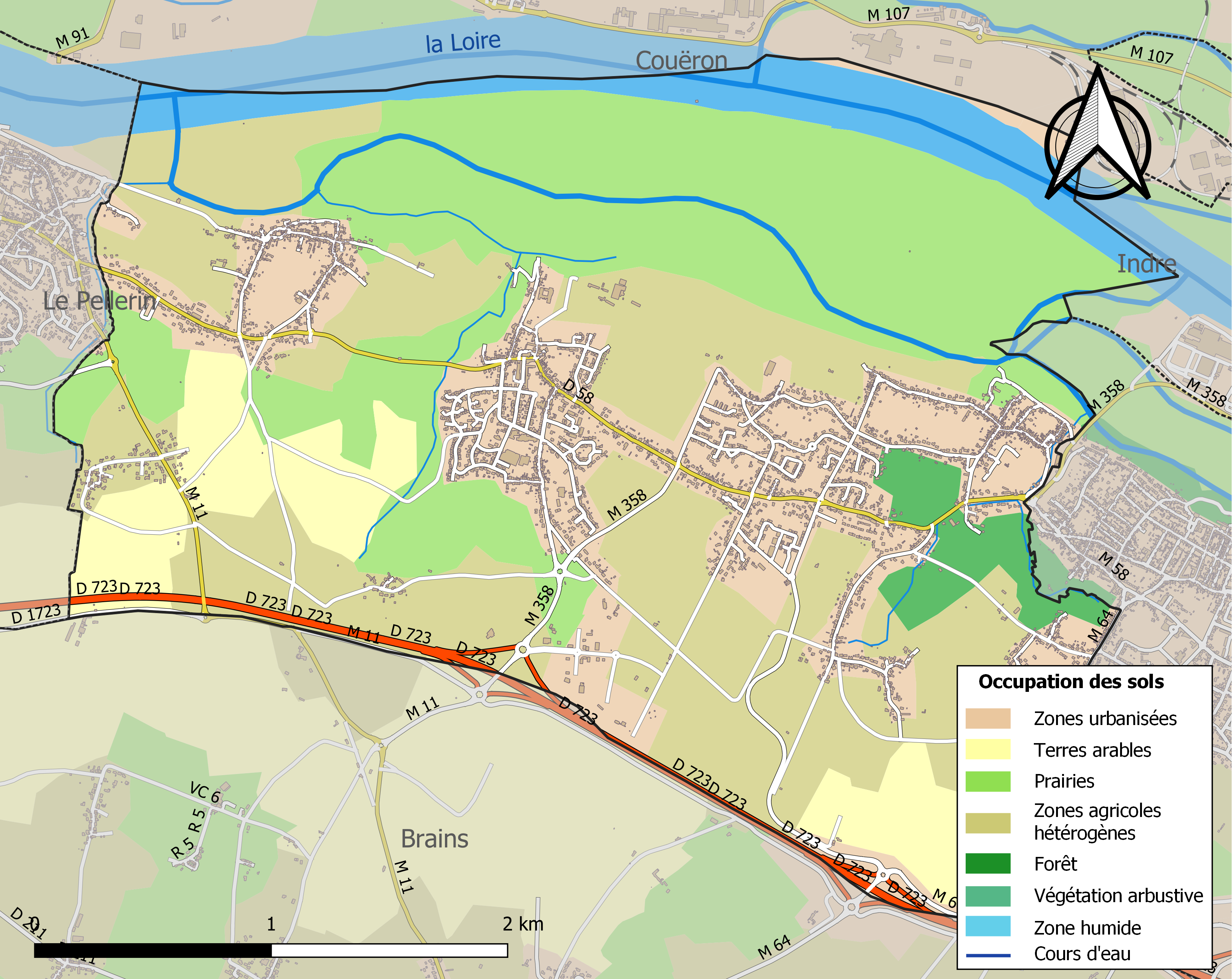
Kaart van de gemeente met de belangrijkste infrastructuur, bodemgebruik en omliggende gemeenten

## Demografie
Onderstaande figuur toont het verloop van het inwonertal (bron: INSEE-tellingen).